# Перселвил (Вирџинија)
Перселвил (енгл. Purcellville) град је у америчкој савезној држави Вирџинија. По попису становништва из 2010. у њему је живело 7.727 становника.

## Демографија
Према попису становништва из 2010. у граду је живело 7.727 становника, што је 4.143 (115,6%) становника више него 2000. године.
| Група             | 2000.         | 2010.         |
| Белци             | 3.139 (87,6%) | 6.342 (82,1%) |
| Афроамериканци    | 267 (7,4%)    | 404 (5,2%)    |
| Азијати           | 30 (0,8%)     | 250 (3,2%)    |
| Хиспаноамериканци | 82 (2,3%)     | 513 (6,6%)    |
| Укупно            | 3.584         | 7.727         |